# Liste des acronymes du gouvernement et de l'armée américaine
 (novembre 2023).

Liste des sigles, acronymes ("mots composés de parties d'autres mots, prononçables") et autres abréviations utilisés par le gouvernement et l'armée des États-Unis. Notez que cette liste est destinée à être spécifique au gouvernement et à l'armée des États-Unis - d'autres nations auront leurs propres acronymes.
Cette liste est dynamique en ce qu'elle évolue régulièrement et ne sera peut-être jamais complète. Vous pouvez la compléter en citant des sources fiables.

## 0-9
- 0K - Zero Killed (prononcé OK, comme l'expression que tout va bien)
- 1LT - First Lieutenant (armée américaine) (l'USMC utilise "1stLt" et l'USAF "1st Lt")
- 2LT - Second Lieutenant (armée américaine) (l'USMC utilise "2ndLt" et l'USAF "2nd Lt")
- 2IC - Commandant en second
- 1SG - Sergent-chef (E-8 Army) (sergent-chef de l'armée)
- 777 - (Prononcé triple 7) Désigne l'obusier M777, une arme d'artillerie tractée de 155 mm. Il a succédé à l'obusier M198 dans le corps des Marines et l'armée des États-Unis en 2005. Le M777 est également utilisé par les forces terrestres de l'Australie, du Canada, de l'Inde et de l'Arabie saoudite. Il a fait ses débuts au combat lors de la guerre d'Afghanistan.

## A
- A - Analogique
- A1C - Aviateur de première classe (USAF E-3)
- A2C2 - Commandement et contrôle de l'espace aérien de l'armée de terre
- A-3 - (Direction des opérations (COMAFFOR))
- A-5 - (Direction des plans (COMAFFOR))
- AA - Antiaérien
- AA - Armed Forces America (Forces armées américaines)
- AA - Assembly Area (zone de rassemblement)
- AA - Assessment Agent (agent d'évaluation)
- AA - Avenue of Approach
- AAA - Army Audit Agency (Agence d'audit de l'armée)
- AAA - Artillerie antiaérienne
- AAA - Arrival And Assembly Area (zone d'arrivée et de rassemblement)
- AAA - Assign Alternate Area (zone d'affectation de remplacement)
- AAAD - Airborne Anti-Armor Defense (défense antiarmure aéroportée)[1]
- AAAS - Amphibious Aviation Assault Ship (navire d'assaut de l'aviation amphibie)
- AABB - American Association of Blood Banks (Association américaine des banques de sang)
- AABWS - Amphibious Assault Bulk Water System (système d'eau en vrac pour l'assaut amphibie)
- AAC - Activity Address Code (code d'adresse de l'activité)
- AACG - Groupe de contrôle de l'aérodrome d'arrivée
- AADC - Commandant de la défense aérienne de la zone
- AADP - Plan de défense aérienne de zone
- AA&E - Armes, munitions et explosifs
- AAEC - Équipe de contrôle des évacuations aéromédicales
- AAFC - Australian Air Force Cadets (Australie)
- AAFES - Army and Air Force Exchange Service (service d'échange de l'armée de terre et de l'armée de l'air)
- AAFIF - Automated Air Facility Information File (Fichier d'information automatisé sur les installations aériennes)
- AAFS - Système de carburant d'assaut amphibie
- AAFSF - Installation de ravitaillement en carburant d'assaut amphibie
- AAGS - Système air-sol de l'armée
- AAI - Interface air-air
- AAM - Missile air-air
- AAMDC - United States Army Space and Missile Defense Command
- AAOE - Arrival And Assembly Operations Element (élément des opérations d'arrivée et d'assemblage)
- AAOG - Groupe d'opérations d'arrivée et de rassemblement
- AAP - Publication administrative alliée
- AAP - Assign Alternate Parent (Assigner un autre parent)
- AAR - After Action Report (rapport après action)
- AAR - After Action Review (examen après action)
- AAS - École d'apprentissage de l'armée (Australie)
- AAST - Aeromedical Evacuation Administrative Support Team (équipe de soutien administratif aux évacuations aéromédicales)
- AAT - Automatic Analog Test (test analogique automatique)
- AAT - Aviation Advisory Team (équipe consultative de l'aviation)
- AAU - Analog Applique Unit (Unité d'Applique Analogique)
- AAV - Véhicule d'assaut amphibie
- AAW - Antiair Warfare (guerre antiaérienne)
- AB - Base aérienne
- AB - Airman Basic (E-1 de l'USAF)
- ABCA - Programme des armées américaine, britannique, canadienne et australienne
- ABCS - Système de commandement de l'armée de terre
- ABD - Airbase Defense (défense de la base aérienne)
- ABU - Airman Battle Uniform (armée de l'air américaine)
- ABV - Assault Breacher Vehicle (armée américaine)
- ABFC - Advanced Base Functional Component (composante fonctionnelle de base avancée)
- ACU - Army Combat Uniform (armée américaine)
- ADOS - Active Duty, Operational Support (service actif, soutien opérationnel)
- ADSW - Active Duty, Special Work (Service actif, travail spécial)
- AE - Armed Forces Europe (Forces armées en Europe)
- AEW&C - Airborne Early Warning And Control (alerte précoce et contrôle aéroportés)
- AFI - Awaiting Further Instruction/Air Force Instruction (guide des exigences)
- AFMC - Armed Forces Medical College (Collège médical des forces armées)
- AFOQT - Air Force Officer Qualifying Test (épreuve de qualification des officiers de l'armée de l'air)
- AFOSI - United States Air Force Office of Special Investigations (Bureau des enquêtes spéciales de l'armée de l'air des États-Unis)
- AFSC - Air Force Specialty Code (code de spécialité de l'armée de l'air)
- AHA - Ammunition Holding Area (zone de stockage des munitions)
- AIM - Airborne Intercept Missile (missile d'interception aéroporté) (armée américaine)
- AIP - Assignment Incentive Pay (prime d'affectation)[2]
- AIPD - Army Institute For Professional Development (Institut de l'armée pour le développement professionnel)
- AIS - Automated Information System (système d'information automatisé)
- AIT - Advanced Individual Training (armée américaine)
- Amn - Airman (USAF E-2)
- ALCON - All Concerned (armée américaine)
- ALENA - Accord de libre-échange nord-américain
- AMU - Unité de maintenance d'aéronefs
- AMXG - Groupe de maintenance d'aéronefs
- AMXS - Escadron de maintenance d'aéronefs
- ANG - Air National Guard (USAF)
- AOC - Air Operations Center (Centre d'opérations aériennes)
- AOL - Absent Over Leave (marine américaine)
- AO - Area Of Operations (zone d'opérations)
- AOR - Area of responsibility (zone de responsabilité)
- A&P - Administration et personnel
- AP - Armed Forces Pacific (Forces armées du Pacifique)
- AP - Armor-Piercing (perforant)
- APC - Armored Personnel Carrier (véhicule blindé de transport de troupes)
- APFSDS - Armor-Piercing Fin-Stabilized Discarding Sabot (sabot de dispersion stabilisé à l'aileron)
- APFT - Army Physical Fitness Test (armée américaine)
- APFU - Army Physical Fitness Uniform (armée américaine)
- APO - Army Post Office (bureau de poste de l'armée) ; voir aussi FPO
- APPN - Appropriation Number (armée américaine)
- APRT - Army Physical Readiness Test (Armée de terre américaine)
- ARCENT/TUSA - Centre/QG de la troisième armée américaine (TUSA)[3]
- ARPANET - Advanced Research Projects Agency Network (par exemple, de 1969 à 1989 ; antécédent des autoroutes de l'information ; aujourd'hui DARPA)
- ARM - Missile antiradar
- ARM - Missile antiradiation
- ARMS - Automated Recruit Management System (armée américaine)
- ARMS - Aviation Resource Management System (USAF) (système de gestion des ressources aéronautiques)
- ARNG - Army National Guard (armée américaine)
- ARS - Air Refueling Store (magasin de ravitaillement en vol)
- ART - Alarm Response Team (USAF) (équipe d'intervention en cas d'alarme)
- ARVN - Army Of The Republic Of (South) Viet Nam (Armée américaine)
- ASAP - Army Substance Abuse Program (armée américaine)
- ASAP - As Soon As Possible (Dès que possible)
- ASEAN - Association des nations de l'Asie du Sud-Est
- ASM - Missile air-surface
- ASCM - Missile de croisière anti-navire
- ASROC - ROCket anti-sous-marin
- ASV - Anti-Surface Vessel (radar aéroporté)
- ASVAB - Armed Services Vocational Aptitude Battery (Batterie d'aptitude professionnelle des services armés)
- ASW - Anti-Submarine Warfare (guerre anti-sous-marine)
- ATC - Air Training Corps (Corps d'entraînement aérien)
- ATC - Air Traffic Control (contrôle du trafic aérien)
- ATFU - Ate The Fudge Up[4]
- ATO - Air Tasking Order (USAF) (Ordre de mission aérienne)
- ATO - Antiterrorism Officer (officier antiterroriste)
- ATRRS - Army Training Requirements and Resources System (système de ressources et de besoins de formation de l'armée)
- AWACS - Airborne Warning and Control System (système aéroporté d'alerte et de contrôle)
- AWOL - Absent sans permission

## B
- BAH - Basic Allowance for Housing (allocation de base pour le logement)
- BAMCIS - Begin planning, Arrange recon, Make the plan, Complete the plan, Issue the order, Supervise (U.S. Marine Corps five paragraph order)
- BAR - Browning Automatic Rifle (fusil automatique Browning)
- BAS - Basic Allowance for Subsistence (indemnité de subsistance de base)
- BAU - Unité d'analyse comportementale
- BCD - Détachement de coordination du champ de bataille
- BCD - Bad Conduct Discharge (alias Big Chicken Dinner) (décharge pour mauvaise conduite)
- BCG - Birth Control Glasses (argot militaire américain)
- BCT - Basic Combat Training (armée américaine)
- BCT - Brigade Combat Team (équipe de combat de brigade)
- BDA - évaluation des dommages causés par les bombes ou évaluation des dommages causés par le combat
- BDE - Brigade (armée américaine)
- BDF - Barbados Defence Force (Barbade)
- BDU - Battle Dress Uniform (armée américaine)
- Be - Beriev (russe)
- BEA - Budget Execution Authority (marine américaine)
- BEQ - Batchelor Enlisted Quarters (armée américaine)
- BFT - Blue Force Tracker (armée américaine)
- BG - Bodyguard (garde du corps)
- BGHR - By God He's Right (armée américaine)
- BLUF - Bottom Line Up Front (armée américaine)
- BMNT - Begin Morning Nautical Twilight (armée américaine)
- BMOW - Boatswain's Mate Of The Watch (garde-côte américain)[5]
- BN - Battalion (armée américaine)
- BOHICA - Bend Over Here It Comes Again (argot militaire américain)
- BRAC - Base Realignment And Closure (réorganisation et fermeture de bases)
- BRAT (Americain) - Born Raised And Transferred (usage américain, se réfère aux enfants à charge du personnel militaire). Se prononce généralement "Military Brat" (ou "Air Force BRAT", ou Army "Brat", Navy "Brat", etc.)[6]
- BRAT (britannique) - British Regiment Attached Traveler (usage militaire britannique, peut-être l'usage d'origine, qui a ensuite été adapté à l'armée américaine : Signifie "enfant qui voyage avec un soldat"), ou "Born, Raised and Trapped" (né, élevé et piégé). Se prononce généralement "Military Brat" ou "Base Brat"[7],[8]
- BUB - Battle Update Brief (compte rendu de la bataille)
- BVR - Beyond Visual Range (au-delà de la portée visuelle) (USAF)
- BX - Base Exchange (USAF)
- BZ - prononcé "Bravo Zulu", ce qui signifie "félicitations, travail bien fait".

## C
- C1 - Commandement
- C2 - Commandement et contrôle
- C3 - Commandement, contrôle et communication
- C4ISTAR - Commandement, contrôle, communication, informatique ; renseignement, surveillance, acquisition d'objectifs et reconnaissance
- C6ISR - Commandement, contrôle, communications, ordinateurs, systèmes de cyberdéfense et de combat, et renseignement, surveillance et reconnaissance.
- CAC - Common Access Card (carte d'accès commune) (DoD américain, prononciation "cac")
- CAG - Commandant du groupe aérien (marine américaine, prononciation "cag")
- CAG - Civil Affairs Group (groupe des affaires civiles). Terme utilisé pour désigner les militaires chargés d'aider les gouvernements civils à restaurer les infrastructures (toutes les branches américaines, prononciation "cag").
- CAGE - Commercial and Government Entity (entité commerciale et gouvernementale)
- CALL - Center for Army Lessons Learned (Centre des enseignements de l'armée)
- CAP - Combat Air Patrol (Patrouille aérienne de combat)
- CAP - Patrouille aérienne civile
- CAPT - Capitaine (U.S. Navy, USCG O-6)
- Capt - Capitaine (USMC O-3)
- CPT - Capitaine (armée américaine, USAF O-3)
- CAS - Close Air Support (soutien aérien rapproché)
- CASEX - Exercice coordonné de lutte anti-sous-marine[9]
- CASEVAC - Evacuation des blessés
- CAT - Tourniquet d'application au combat
- CBRN - Chemical Biological Radiological Nuclear (chimique, biologique, radiologique et nucléaire)
- CBU - Cluster Bomb Unit (unité de bombes à fragmentation)
- CCIP - Continually Calculated Impact Point (USAF/USMC Aviation) (Point d'impact calculé en continu)
- CCIR - Commanders Critical Information Requirements (exigences en matière d'informations critiques pour les commandants)
- CCP - Point de collecte des victimes
- CCRP - Continually Calculated Release Point (USAF/USMC Aviation) (point de libération calculé en continu)
- CDAT - Computerized Dumb Ass Tanker (équipages de M1 Abrams)
- CDIAC - Centre d'analyse des informations sur le dioxyde de carbone
- CDRUSPACOM - Commandant du Commandement des États-Unis pour le Pacifique
- CENTCOM - Central Command (armée américaine)
- CF - Cluster Fuck (toujours prononcé phonétiquement "Charlie Foxtrot")
- CHU - Containerized Housing Unit (unité de logement conteneurisée)
- Chief - Adjudant-chef
- CIA - Central Intelligence Agency (Agence centrale de renseignement)
- CIB - Combat Infantry Badge (insigne d'infanterie de combat)
- CIC - Command Intelligence Center (marine américaine)
- CINCLANT - Commandant en chef des forces atlantiques (marine américaine avant 2002)
- CINCLANTFLT - Commandant en chef de la flotte de l'Atlantique (U.S. Navy avant 2002)
- CINCPAC - Commandant en chef des forces du Pacifique (marine américaine avant 2002)
- CIWS - Close-In Weapon System (système d'armement rapproché)
- CJOTUS - Chief Justice of the United States (juge en chef des États-Unis)
- CMB - Combat Medical Badge (insigne médical de combat)
- CMSgt - Chief Master Sergeant (USAF E-9 ; grade le plus élevé des militaires de l'armée de l'air)
- CMSAF - Chief Master Sergeant of the Air Force (USAF E-9 - Senior Enlisted Member)
- CO - Commandant
- COA - Course of Action (plan d'action)
- COB - Chief Of the Boat (chef d'embarcation) (premier maître responsable de l'embarcation, généralement un Master Chief (terminologie des sous-mariniers de l'USN))
- CoB - Close of Business (fin de la journée de travail)
- COCOM - Commandant des forces armées
- CODELS - Délégations du Congrès
- COL - Colonel
- COMINT - Communications Intelligence (renseignements sur les communications)
- COMPACFLT - Commandant de la flotte du Pacifique (marine américaine)
- COMSEC - Sécurité des communications
- CONUS - Continental United States (armée américaine, prononciation "cone-us")
- CONUSA - Continental United States Army (armées numérotées de l'armée américaine)
- CORDS - Civil Operations and Revolutionary Development Support (armée américaine, époque du Viêt Nam)
- COP - Combat Out Post (poste de combat extérieur)
- CoS - Chief of Staff (chef d'état-major)
- COT - Commissioned Officer Training (formation des officiers commissionnés)
- CPL - Corporal (E-4 de l'armée américaine et du corps des Marines)
- CPO - Chief Petty Officer (USCG/USN E-7)
- CPT - Capitaine (armée américaine O-3)
- CP - Point de contrôle (généralement numéroté, par exemple "CP1")
- CPX - Exercice de poste de commandement
- CQB - Close Quarters Battle (combat rapproché)
- CRC - CONUS Replacement Center (centre de traitement militaire à Fort Moore, Géorgie, États-Unis)
- CSM - Command Sergeant Major (sergent-major de commandement) (armée américaine, grade E-9 le plus élevé)
- CSAR - Combat Search And Rescue (recherche et sauvetage au combat)
- CT - équipe de lutte contre le terrorisme
- CTA - Common Table of Allowances (tableau commun des indemnités)
- CTR - Close Target Reconnaissance (reconnaissance des cibles proches)
- CUB - Commander Update Brief (Briefing de mise à jour du commandant)
- CVN - Porte-avions à propulsion nucléaire (NOTE : le V vient de l'expression "machine volante plus lourde que l'air")
- CWO - Chief Warrant Officer (adjudant-chef)
- CZN - Transporteur de dirigeables à propulsion nucléaire (NOTE : le Z provient de l'utilisation du mot Zeppelin, bien que des dirigeables autres que des Zeppelin puissent également être transportés sur un CZN).

## D
- DA - Attaché de défense
- DAC - Département de l'armée civile
- DAGO - Officier général du département de l'armée de terre
- DAGR - Récepteur GPS avancé de la défense
- DARPA - Defense Advanced Research Projects Agency (armée américaine)
- DASA - Division Artillery Security Area (zone de sécurité de l'artillerie de la division)
- DAT - Dumb Ass Tanker (camion-citerne)
- DC3 - Centre de cybercriminalité du ministère de la défense
- DCAA - Defense Contract Audit Agency (Agence d'audit des contrats de défense)
- DCMA - Defense Contract Management Agency (Agence de gestion des contrats de défense)
- DD-214 - Certificat de libération ou de décharge du service actif
- DEROS - Date estimée de retour d'outre-mer
- DEVGRU - United States Naval Special Warfare Development Group (groupe de développement de la guerre spéciale de la marine américaine)
- DFAC - Dining Facility (armée américaine)
- DFAS - Defense Finance and Accounting Service (armée américaine)
- DIA - Defense Intelligence Agency (Agence de renseignement de la défense)
- DIFM - Due In From Maintenance
- DINFAC - Dining Facility (armée américaine)
- DISA - Defense Information Systems Agency (Agence des systèmes d'information de la défense)
- DLA - Defense Logistics Agency (Agence logistique de la défense)
- DLB - Dead Letter Box (boîte aux lettres morte)
- DMDC - Defense Manpower Data Center (Centre de données sur la main-d'œuvre de la défense)
- DME - Depot Maintenance Enterprise (armée américaine)
- DMEA - Defense Microelectronics Activity (activité microélectronique de défense)
- DMS - Defense Message System (armée américaine)
- DMZ - Demilitarized Zone (zone démilitarisée)
- DOA - Dead on Arrival (mort à l'arrivée)
- DoDAAC - Department of Defense Activity Address Code (code d'adresse des activités du ministère de la défense) (armée américaine)
- DoDAF - Department of Defense Architecture Framework (cadre d'architecture du ministère de la défense) (armée américaine)
- DoDIC - Department of Defense Identification Code (code d'identification du ministère de la défense) (armée américaine)
- DOEHRS - Defense Occupational and Environmental Health Readiness System (armée américaine)
- DOP - Drop-Off Point (point de chute)
- DPM - Disruptive Pattern Material (Matériau à motif perturbateur)
- DRT - Dead Right There (mort sur place) ; blessé de manière à indiquer une mort immédiate et/ou inévitable ; souvent utilisé comme forme sarcastique de l'acronyme civil DOA (Dead On Arrival).
- DTO - Daily Tasking Order (ordre de mission quotidien)
- DTRA - Defense Threat Reduction agency (Agence de réduction des menaces de défense)
- DZ - Drop Zone (zone de largage)

## E
- E&E - Échapper et s'évader
- EA - Attaque électronique
- ECP - Entry Control Point (point de contrôle d'entrée)
- EDCSA - Effective Date of Change of Strength Accountability (date d'entrée en vigueur du changement d'effectif) (obsolète pour l'armée américaine)
- EFP - Explosively Formed Penetrator (pénétrateur sous forme explosive)
- EHRS - dossier médical électronique (logiciel)
- EI - Ingénierie et installation
- EIS - Escadron d'ingénierie et d'installation, déclaration d'impact sur l'environnement
- EIB - Expert Infantry Badge (insigne d'infanterie experte)
- EI SIT - Équipe de mise en œuvre du site de génie et d'installation
- EKIA - Ennemi tué au combat
- ELINT - Renseignement électronique
- EMI - Extra Military Instruction (instruction militaire supplémentaire)
- ENS - Ensign (grade d'officier subalterne de la marine américaine, O-1)
- EOD - Explosive Ordnance Disposal (neutralisation des explosifs et munitions)
- EOS - End of Service (fin de service)
- EP - Electronic Protection (protection électronique)
- EPR - Enlisted Performance Report (rapport de performance des engagés)
- EPW - Enemy Prisoner of War (prisonnier de guerre ennemi)
- ERV - Emergency Rendezvous (Rendez-vous d'urgence)
- ESSENCE - Electronic Surveillance System for Early Notification of Community-based Epidemics (armée américaine)
- ETA - Estimation de l'heure d'arrivée
- ETS - Expiration Term of Service (terme de service)
- EUCOM - Commandement européen (armée américaine)
- EW - Electronic Warfare (comprend EA, EP)
- Exfil - Exfiltration (contraire de l'infiltration ; sortir sans être détecté)

## F
- FA - Artillerie de campagne
- FAK - First Aid Kit (Kit de premiers secours)
- FAR - Federal Acquisition Regulation (règlement sur les acquisitions fédérales)
- FBCB2 - Force XXI Battlefield Command Brigade and Below (Brigade de commandement du champ de bataille de la Force XXI et niveaux inférieurs)
- FBI - Federal Bureau of Investigation (Bureau fédéral d'enquête)
- FEBA - Bordure avant de la zone de combat
- FFE - Fire for effect (feu pour l'effet)
- FIDO - Officier chargé de la direction des tirs
- FIGMO - Fuck It, Got My Orders
- FIST - équipe d'appui-feu
- FISTer - Membre d'une équipe d'appui-feu
- FIST-V - Véhicule de l'équipe d'appui-feu
- FISINT - Foreign Instrumentation Signals Intelligence (renseignement d'origine électromagnétique)
- FISHDO - Fuck It, Shit Happens, Drive On (Merde, ça arrive, continuez)
- FitRep - Rapport sur la condition physique
- FLOT - Forward Line of Troops (ligne avancée des troupes)
- FLOTUS - First Lady of the United States (États-Unis - voir POTUS)
- FM - Field Marshal (maréchal) ; plus communément "Field Manual" (manuel de campagne)
- FMC - Fully Mission Capable (capacité de mission totale)
- FMTV - Famille de véhicules tactiques moyens (armée américaine)
- FNG - Fucking New Guy (nouveau venu)
- FO - Forward Observer (observateur avancé)
- FO - Foxtrot Oscar (c'est-à-dire Fuck Off) (forces américaines et britanniques)
- FOB - Forward Operating Base (base d'opérations avancée)
- FOD - Foreign Object Damage (États-Unis)
- FOD - Foreign Object Debris (débris d'objets étrangers) (États-Unis)
- FOI - Field of Imaging (champ d'imagerie)
- FPO - Fleet Post Office (bureau de poste de la flotte) ; voir également APO
- FRACU - Flame-Resistant Army Combat Uniform (armée américaine)
- FSA - Force Structure Allowance (indemnité de structure de la force)
- FSTE - Foreign Service Tour Extension (extension de la période de service à l'étranger)
- FTG - Fleet Training Group (marine américaine) ou Fuck The Guard (garde-côtes américains)
- FTUS - Full Time Unit Specialist (spécialiste d'unité à temps plein)
- FUBAR - Fouled Up Beyond All Recognition ou Fucked Up Beyond All Repair (FUBAR - Fouled Up Beyond All Recognition ou Fucked Up Beyond All Repair)
- FYSA - For Your Situational Awareness (Pour votre connaissance de la situation)
- FYI - For Your Information (Pour votre information)

## G
- G1 - Bureau du personnel et des effectifs au niveau de l'état-major général (division et échelons supérieurs)
- G2 - Bureau du renseignement militaire au niveau de l'état-major général (division et niveau supérieur)
- G3 - Bureau de niveau d'état-major général pour les opérations et les plans (division et niveau supérieur)
- G4 - Bureau de niveau d'état-major général pour la logistique (division et niveau supérieur)
- G5 - Bureau de niveau d'état-major général pour les affaires militaires/civiles (division et niveau supérieur)
- G6 - Bureau de niveau d'état-major général pour les transmissions et les communications (division et niveau supérieur)
- G7 - Bureau de niveau d'état-major général pour la formation et les exercices (division et niveau supérieur)
- G8 - Bureau de niveau d'état-major général pour le développement et l'analyse des forces (division et niveau supérieur)
- G9 - Bureau de niveau d'état-major général pour les opérations civiles (division et niveau supérieur)
- GBU - Guided Bomb Unit (unité de bombes guidées)
- GEN - Général
- GI - Government Issue (question gouvernementale)
- GIG - Global Information Grid (grille d'information mondiale)
- GIGO - Garbage In Garbage Out (déchets entrants et déchets sortants)
- GM - Gone Mersault
- GO - General Officer (Officier général)
- GOCO - Government owned, contractor operated (appartenant au gouvernement et exploité par un contractant)
- GPMG - General Purpose Machine Gun (mitrailleuse polyvalente)
- GPS - Système de positionnement global
- GS - General Schedule (calendrier général)

## H
- HAAMS - Missions de largage à haute altitude
- HAHO - Ouverture à haute altitude
- HALO - Ouverture basse à haute altitude (aéroportée)
- HBL - Holiday Block Leave (armée américaine)
- HE - High Explosive (explosif)
- HEAT - High-Explosive Anti-Tank (antichars explosifs)
- HEP - High Explosive, Plastic (usage américain pour HESH)
- HESH - High-explosive squash head (obus antichar et anti-fortification britannique)
- HIMARS - High Mobility Artillery Rocket System (système de roquettes d'artillerie à haute mobilité)
- HMAS - His Majesty's Australian Ship (Australie) (navire australien de Sa Majesté)
- NCSM - Navire canadien de Sa Majesté (Canada)
- HMFIC - Head Motherfucker In Charge - expression familière désignant la personne présente la plus haut placée ; plus couramment utilisée par les sous-officiers que par les officiers (forces armées des États-Unis).
- HMMWV - High Mobility Multipurpose Wheeled Vehicle (armée américaine) (prononcé Humvee)
- HMNZS - His Majesty's New Zealand Ship (Nouvelle-Zélande)
- HMS - Hans Majestäts Skepp (navire de Sa Majesté, Suède)
- HMS - His Majesty's Ship (Navires royaux tels que la Royal Navy britannique) (Navire de Sa Majesté s'il s'agit de la Reine)
- Hr.Ms - His/Her Dutch Majesty's Ship (navire de la marine royale néerlandaise)
- HOMSEC - Homeland Security (sécurité intérieure)
- HRAP - Hometown Recruiter Assistance Program (Programme d'aide au recrutement dans la ville natale)
- HQ - Quartier général
- HHB - Headquarters and Headquarters Battery (unités d'artillerie)
- HHC - Headquarters and Headquarters Company (compagnie du quartier général et de l'état-major)
- HHT - Headquarters and Headquarters Troop (unités de cavalerie)
- HUMINT - Human Intelligence (collecte de renseignements)
- HVI - High Value Individual (individu de grande valeur)
- HVT - High Value Target (cible de grande valeur)
- HYT - High Year Tenure (ancienneté élevée)

## I
- IAF - Armée de l'air indienne
- IAF - Armée de l'air israélienne
- IAVA - Information Assurance Vulnerability Alert (armée américaine)
- ICBM - Missile balistique intercontinental
- ICE - Individual Carrying Equipment (équipement de transport individuel), par exemple équipement de transport individuel léger et polyvalent.
- ID - IDentification
- IED - Improvised explosive device (engin explosif improvisé)
- IFAK - Kit individuel de premiers secours
- IFF - Identification Friend or Foe (ami ou ennemi)
- IFF - Introduction to Fighter Fundamentals (USAF) (Introduction aux principes de base de la chasse)
- IG - Inspecteur général (armée américaine)
- IFV - Infantry Fighting Vehicle (véhicule de combat d'infanterie)
- Il - Ilyushin, compagnie d'aviation russe
- IN - Infanterie
- INSCOM - United States Army Intelligence and Security Command (Commandement du renseignement et de la sécurité de l'armée américaine)
- Interpol - Organisation internationale de police criminelle
- IOC - Initial Operational Capability (capacité opérationnelle initiale)
- ISO - Cours inter-écoles
- ISR - Intelligence, Surveillance, and Reconnaissance (renseignement, surveillance et reconnaissance)
- IYAAYAS - "If You Ain't AMMO, You Ain't Shit" (Si tu n'as pas d'AMMO, tu n'es pas une merde)

## J
- JA - Judge Advocate [General] (avocat général)
- JAFO - Just Another Fucking Observer (Un autre putain d'observateur)[10]
- JAG - Juge-avocat général
- JDAM - Joint Direct Attack Munition (munition d'attaque directe interarmées)
- JSF - Programme d'avion de combat interarmées
- JATO - Jet-assisted Take Off (décollage assisté)
- JETDS - Joint Electronics Type Designation System (système de désignation des types d'appareils électroniques interarmées)
- JNN - Joint Network Node (armée américaine)
- JSAM - Joint Service Achievement Medal (Médaille des réalisations du service interarmées)
- JSTARS - Joint Surveillance Target Attack Radar System (système radar interarmées de surveillance et d'attaque des cibles)
- JSOC - Joint Special Operations Command (commandement des opérations spéciales interarmées)
- JTF - Joint Task Force (Force opérationnelle interarmées)
- JTAC - Contrôleur d'attaque terminal interarmées
- JEEP - "Just Enough Essential Parts" (Juste assez de pièces essentielles)

## K
- KATUSA - Korean Augmentation to the United States Army (également connu par les soldats américains de rang inférieur sous le nom de "Koreans Aggravating The U.S. Army").
- KIA - Killed In Action (tué au combat)
- KFOR - Force du Kosovo
- KISS - Keep It Simple, Stupid (rester simple, stupide)
- KO - Contracting Officer, Navy (Officier contractant, Marine)
- KP - Kitchen Police ou Kitchen Patrol (police de la cuisine ou patrouille de la cuisine)
- KBO - Keep Buggering On

## L
- LAAD - Low Altitude Air Defense (défense aérienne à basse altitude)
- LAAT - Low Altitude Assault Transport (transport d'assaut à basse altitude)
- LAV - Light Armored Vehicle (véhicule blindé léger)
- LCDR - Lieutenant Commander (marine américaine)
- LCpl - Lance Corporal (Marines américains)
- LES - Leave and Earnings Statement (relevé des congés et des gains)
- LIC - Low Intensity Conflict (conflit de faible intensité)
- LP - Listening Post (poste d'écoute)
- LP/OP - Listening Post Observation Post (poste d'écoute et d'observation)
- LPC - Leather Personnel Carrier (botte)
- LGOP - Little Group Of Paratroopers (petit groupe de parachutistes)
- LMTV - Light Medium Tactical Vehicle (armée américaine)
- LPO - Leading Petty Officer (marine américaine)
- LT - Lieutenant
- LTC ou Lt Col ou LtCol - Lieutenant-colonel (armée de terre américaine, corps des marines américains, armée de l'air américaine)
- LTG ou Lt Gen ou LtGen - Lieutenant General (U.S. Army, U.S. Marine Corps, U.S. Air Force)
- LTJG - Lieutenant, Junior Grade (marine américaine)
- LRIP - Low-Rate Initial Production (production initiale à faible taux)
- LUP - Lying-Up Point (point de rassemblement)
- LZ - Landing Zone (zone d'atterrissage)

## M
- MACV/SOG - Commandement de l'assistance militaire au Vietnam / Groupe d'études et d'observation
- MAJ - Major
- MARCORSYSCOM - MARine CORps SYStems COMmand (armée américaine)
- MARCENT - Marine Corps Central Command[3]
- MARFORRES - MARine FORces REServe (Corps des Marines des États-Unis)
- MARSOC - Marine Corps Forces Special Operations Command (Commandement des opérations spéciales du corps des Marines)
- MAV - Micro Air Vehicle (micro véhicule aérien)
- MAW - Poids maximal autorisé
- MBT - Main battle tank (char de combat principal)
- MC 326/2 - ″NATO Medical Support Principles and Policies″, approuvé par le Comité militaire, deuxième révision.
- MCCS - Marine Corps Community Services (également connu sous l'appellation humoristique de "Marine Corps Crime Syndicate")
- MCEN - Marine Corps Enterprise Network (armée américaine)
- MCEITS - Marine Corps Enterprise Information Technology Service (armée américaine)
- MCPO - Master Chief Petty Officer (USCG/USN E-9)
- MCPOCG - Master Chief Petty Officer of the Coast Guard (Garde côtière américaine E-9 - Senior Enlisted Member)
- MedEvac - Evacuation médicale
- MFA - Ministère des affaires étrangères
- MG - Mitrailleuse
- MG - Général de division
- MI - Military Intelligence (renseignement militaire)
- Mi - Mil Moscow Helicopter Plant (usine d'hélicoptères de Moscou) (russe)
- MIA - Disparu au combat
- MICAP - Mission Impaired Capability Awaiting Parts (capacité de mission altérée en attente de pièces détachées)
- MICV - Mechanized Infantry Combat Vehicle (véhicule de combat d'infanterie)
- MiG - Mikoyan-Gurevich (russe)
- MILCON - Construction militaire
- MK - Mark
- MK - Machinery Technician (qualification des garde-côtes américains)
- MLRS - Multiple Launch Rocket System (système de roquettes à lancement multiple)
- MMFD - Miles and Miles of F...ing Desert (rapport non officiel pendant la guerre du Golfe)
- MOA - Military Operating Area (espace aérien de l'USAF)
- MOAB - Massive Ordnance Air Blast Bomb (bombe aérienne à munitions massives), également connue sous le nom de "Mother Of All Bombs" (mère de toutes les bombes).
- MOAC - Mother of All Coffee (café en grains)
- MOB - Main Operating Base (base d'opérations principale)
- MOBCOM - MOBile COMmand
- MOPP - Mission Oriented Protective Posture (posture de protection orientée vers la mission)
- MOS - Military Occupation Specialty (spécialité professionnelle militaire)
- MOUT - Opérations militaires en milieu urbain
- MPDS - Military Planning Data Allowance (indemnité de données de planification militaire)
- MRAP - Mine-Resistant Ambush Protected (protection contre les mines et les embuscades)
- MRE - Meal, Ready-to-Eat (repas prêt à consommer) (armée américaine)
- MRX - Exercice de répétition de mission
- MSG - Master Sergeant (armée américaine E-8)
- MSgt - Master Sergeant (USAF E-7) (sergent-chef de l'armée américaine)
- MSO - Marine Safety Office (garde-côtes américains)
- MTOE - Modified Table Of Organizational Equipment (tableau modifié de l'équipement organisationnel)
- MTS+ - Movement Tracking System Plus (système de suivi des mouvements)
- MTV - Medium Tactical Vehicle (armée américaine)
- MSDC+ - Marine Science Diving Club (Club de plongée de l'Université Hasanudin)
- MSR - Main Supply Route (route principale de ravitaillement)
- MSR - Major Supply Route (route principale de ravitaillement)
- MWR - Morale Welfare Recreation

## N
- NAS - Naval Air Station
- NCIS - Naval Criminal Investigative Service (Marine américaine)
- NAVAIR - Naval Air Systems Command (Commandement des systèmes aéronautiques navals)
- NAVCENT - Naval Forces Central Command (marine américaine)
- NAVOCEANO - Bureau océanographique de la marine
- NBACC - National Biodefense Analysis and Countermeasures Center (Centre national d'analyse et de contre-mesures en matière de biodéfense)
- NCI - National Cancer Institute (Institut national du cancer)
- NCO - Non-commissioned Officer (sous-officier)
- NCOIC - Non-commissioned Officer in Charge (sous-officier responsable)
- NCOES - Système de formation des sous-officiers
- ND - Negligent Discharge (décharge négligente)
- NDP - Position défensive de nuit
- NEFF - New Equipment Fielding Facility (installation de mise en service de nouveaux équipements)
- NIBC - National Interagency Biodefense Campus (Campus national interagences de biodéfense)
- NICBR - National Interagency Confederation for Biological Research (Confédération nationale interagences pour la recherche biologique)
- NLT - No Later Than (pas plus tard que)
- NMC - Not Mission Capable (pas de capacité de mission)
- NME - Non-Mission Essential (non essentiel à la mission)
- NMCI - Naval Marine Corps Intranet (Marine américaine)
- NNMSA - Non-Nuclear Munitions Storage Area (zone de stockage de munitions non nucléaires)
- NOC - Non Official Cover (couverture non officielle)
- NORAD - Commandement de la défense aérospatiale de l'Amérique du Nord
- NPDES - National Pollutant Discharge Elimination System (système national d'élimination des rejets de polluants)
- NS - Network Services (services de réseau)
- NSA - National Security Agency (Agence de sécurité nationale)
- NSW - Naval Special Warfare (guerre spéciale navale)
- NSWDG - Naval Special Warfare Development Group (groupe de développement de la guerre spéciale navale)
- NUB - Non-Useful Body / Nuclear Unqualified Bitch (marine nucléaire américaine

## O
- OBE - Overcome/Overrun By Events (Dépassement par les événements)
- OCONUS - Outside Continental United States (hors des États-Unis continentaux)
- OCP - Operational Camouflage Pattern (Armée de terre américaine, Armée de l'air américaine)
- OCS - Officer Candidate School (école d'officiers)
- ODA - Operational Detachment-Alpha (équipe standard de 12 hommes composée d'opérateurs des forces spéciales de l'armée américaine)
- ODU - Operational Dress Uniform (uniforme opérationnel) (garde-côtes américains)
- OIC - Officier responsable
- OIG - Office of Inspector General (Bureau de l'inspecteur général)
- OM - On the Move (normalement orthographié Oscar Mike)
- O&M, MC - Operations & Maintenance, Marine Corps (U.S. Navy)
- O&M, N - Opérations et maintenance, marine (U.S. Navy)
- OODA - Observer, Orienter, Décider et Agir
- OP - Poste d'observation
- OPFOR - Force d'opposition ou force d'opposition
- OPR - Officer Performance Report (rapport de performance de l'officier)
- OPT - Operational Planning Team (équipe de planification opérationnelle)
- ORM - Operational Risk Management (gestion des risques opérationnels)
- Oscar - Homme à la mer
- OSM - Oh Shit Moment (Corps des Marines américains)
- OSP - On Site Procurement (approvisionnement sur site)
- OSP - Programme de services orbitaux
- OPORD - Ordre d'opération
- OPSEC - Operations Security (sécurité des opérations)
- OTAN - Organisation du traité de l'Atlantique Nord
- OTF - Out There Flapping (aéroporté)
- OTS - École de formation des officiers
- OTV - Outer Tactical Vest (gilet tactique extérieur)

## P
- PACOM - Commandement du Pacifique
- PACAF - Forces aériennes du Pacifique
- PAQ - PALACE Acquire
- PCS - Permanent Change of Station (changement permanent de lieu d'affectation)
- PDS - Permanent Duty Station (armée américaine)
- PDT - Pre-Deployment Training (formation préalable au déploiement)
- PE - Plastic Explosive (explosif plastique)
- PFC - Private First Class (armée américaine)
- PFM - Pure Fuckin Magic (armée américaine)
- PFT - Physical Fitness Test (test d'aptitude physique)
- PII - Personally Identifiable Information ou Personal Identity Information (Informations d'identité personnelle)
- PL - Platoon Leader (armée américaine)
- PLL - Prescribed Load List (armée américaine)
- PLT - Platoon (armée américaine)
- PMC - Partially Mission Capable (capacité partielle de mission)
- PME - Professional Military Education (formation militaire professionnelle)
- PMS - Programme de maintenance planifiée (U.S. Navy)
- PNG - Lunettes de nuit passives
- PO - Post Office (bureau de poste)
- PO1 - quartier-maître de première classe (USCG/USN E-6)
- PO2 - Quartier-maître de 2e classe (USCG/USN E-5)
- PO3 - Quartier-maître de troisième classe (USCG/USN E-4)
- POBCAK - Problème entre la chaise et le clavier
- POL - Petroleum Oil & Lubricants (Armée de l'air américaine)
- POC - Point de contact
- POTUS - Président des États-Unis
- POG - Person Other than Grunt (tous les domaines d'emploi des armes non combattantes, c'est-à-dire tout MOS ou CMF autre que l'infanterie, la cavalerie, les blindés et l'artillerie ; parmi les fantassins, désigne toute personne autre que l'infanterie ou les forces spéciales)
- POW - Prisonnier de guerre
- POV - Privately Owned Vehicle (véhicule privé)
- PPG - PT Parade Games (jeux de parade)
- PPPPPPP, (les sept P) - Une bonne planification préalable permet d'éviter des performances pitoyablement (familièrement "pisseuses"[11]) médiocres[12]
- PRP - Programme de fiabilité du personnel
- PRP - Programme de fiabilité du personnel
- PRT - Provincial Reconstruction Team (équipe de reconstruction provinciale)
- PRT - Physical Readiness Training (Armée américaine)
- PT - Physical Training (entraînement physique)
- PTB - Powers That Be
- PV2 - Private 2nd class (armée américaine E-2)
- PVT - Private (armée américaine et corps des Marines E-1)
- PX - Post Exchange (armée américaine)

## R
- RAAF - Royal Australian Air Force
- RAF - Royal Air Force (UK)
- RAN - Royal Australian Navy (Marine royale australienne)
- RATELO - Opérateur radiotéléphonique
- RATO - Rocket Assisted Take Off (décollage assisté par fusée)
- RCSC - Royal Canadian Sea Cadets (Canada)
- REMF - Rear Echelon Mother Fucker (Échelon arrière, enculé de mère)
- RFL - Response Force Leader (chef de la force d'intervention)
- RMC - Collège militaire royal du Canada
- RN - Royal Navy (Royaume-Uni)
- ROE - Règles d'engagement
- ROMA Data, Right Out of My Ass Data. Données créées invérifiables (différentes de SWAG).
- ROWPU - Reverse Osmosis Water Purification Unit (unité de purification de l'eau par osmose inverse)
- RNZAF - Royal New Zealand Air Force
- ROZ - Restricted Operating Zone (zone d'opération restreinte)
- RP - Point de rendez-vous
- RPG - Rocket-propelled grenade (grenade propulsée par fusée)
- RPM - Rounds per minute (cadence de tir)
- RS - RatShit (Australie - en rapport avec les États-Unis - inutilisable)
- RSS - Système de sécurité régional (Caraïbes)
- RTB - Return To Base (retour à la base)
- RV - rendez-vous
- RTO - opérateur radiotéléphonique

## S
- SA - Apprenti marin (USCG/USN E-2)
- SA - Situation Awareness (conscience de la situation)
- SAAS - Standard Army Ammunition System (armée américaine)
- SAM - Missile surface-air
- SAR - Search and Rescue (Garde côtière américaine)
- SARS - Search and Rescue Swimmer (nageur de recherche et de sauvetage)
- SARSS - Standard Army Retail Supply System (armée américaine)
- SAS - Special Air Service (forces spéciales britanniques)
- SBS - Special Boat Service (forces spéciales britanniques)
- SCIF - Sensitive Compartmented Information Facility (installation d'informations confidentielles)
- SCO - Squadron Commander (chef d'escadron dans le système régimentaire de l'armée américaine)
- SCOTUS - Supreme Court of the United States (Cour suprême des États-Unis)
- SCPO - Senior Chief Petty Officer (USCG/USN E-8) (officier marinier supérieur)
- SD - "Status Destroyed" ou "Salty Dog". (Équipement qui est radié parce qu'il n'est ni réparable ni récupérable).
- SDD - Division de la fourniture de solutions (santé militaire)
- SEAC - Senior Enlisted Advisor to the Chairman of the Joint Chiefs of Staff (conseiller principal des officiers auprès du président de l'état-major interarmées)
- SFAS - Special Forces Assessment Selection (Sélection pour l'évaluation des forces spéciales)
- SEAL - Sea, Air and Land (SEALs de la marine américaine)
- SERE - Survie, évasion, résistance et évasion
- SFC - Sergent de première classe (armée américaine E-7)
- SFOD-A - United States Army Special Forces Operational Detachment Alpha - équipe des forces spéciales américaines (voir ODA)
- SFOD-B - Special Forces Operational Detachment Bravo - groupe de soutien des forces spéciales américaines.
- SFOD-C - Special Forces Operational Detachment Charlie - Groupe de commandement des forces spéciales américaines
- SFOD-D - Special Forces Operational Detachment Delta (unité de contre-terrorisme de l'armée américaine)
- SGM - Sergeant Major (armée américaine E-9 - parfois appelé Staff Sergeant Major)
- SGT - Sergent (armée américaine E-5) (les Marines américains utilisent le terme Sgt)
- SHORAD - Short Range Air Defense (défense aérienne à courte portée)
- SITREP - Rapport de situation
- SJA - Staff Judge Advocate (juge-avocat d'état-major)
- SLAM - Standoff Land Attack Missile (missile d'attaque terrestre à distance)
- SLBM - Missile balistique lancé par un sous-marin
- SLOTUS - Second Lady of the United States (deuxième dame des États-Unis)
- SMA - Sergeant Major of the Army (armée américaine E-9 - Senior Enlisted Member)
- SMEAC - Situation Mission Execution Admin/logistics Command/signal (connaissances de base du corps des Marines des États-Unis)
- SMSgt - Senior Master Sergeant (USAF E-8)
- SN - Matelot (USCG/USN E-3)
- SNAFU - Situation normale : Situation normale : tout est foutu ou gâché
- SOCCENT - Special Operations Command Central (commandement central des opérations spéciales)
- SOCOM - Commandement des opérations spéciales des États-UnisSOFA - Status of Forces Agreement (accord sur le statut des forces)
- SOL - Shit Out of Luck (armée américaine)
- SOLJWF - Shit Out of Luck and Jolly Well Fucked (Marines américains)
- SOP - Standard Operating Procedures (procédures opérationnelles standard)
- SOS - Shit On a Shingle, ou creamed chipped beef on toast.
- SPC - Specialist (armée américaine E-4)
- SPORTS - Slap, Pull, Observe, Release, Tap, Shoot.
- SR - Seaman Recrue (USCG/USN E-1)
- SrA - Senior Airman (USAF E-4)
- SRBM - Short Range Ballistic Missile (missile balistique à courte portée)
- SRR - Special Reconnaissance Regiment (forces spéciales britanniques)
- SSBN - Sous-marin nucléaire lanceur d'engins.
- SSDD - Same Shit Different Day (même merde, jour différent)
- SSDDBS - Same Shit Different Day Bigger Shovel (même merde, jour différent, plus grande pelle)
- SSG - Staff Sergeant (sergent-chef E-6 de l'armée américaine)
- SSGN - Sous-marin nucléaire lanceur d'engins de croisière
- SSgt - Sergent-chef (U.S. Air Force E-5) (U.S. Marines E-6)
- SSN - Sous-marin d'attaque à propulsion nucléaire
- STOVL - Short Takeoff, Vertical Landing (décollage court, atterrissage vertical)
- SUSFU - Situation Inchangée, Toujours Foutue
- SWAG - Scientific Wild Ass Guess (estimation scientifique du cul)
- SWAK - Sealed With A Kiss (scellé par un baiser)

## T
- TACP - Tactical Air Control Party (USAF) (groupe de contrôle aérien tactique)
- TAD - Temporary Additional Duty (armée américaine)
- TAO - Tactical Action Officer (militaire américain)
- TBD - To Be Determined (à déterminer)
- TC3 - Tactical Combat Casualty Care (soins tactiques aux blessés au combat)
- TCCC - Tactical Combat Casualty Care (soins tactiques aux blessés au combat)
- TDPFO - Temporary Duty Pending Further Orders (armée américaine)
- TDY - Temporary Duty (service temporaire) (armée américaine)
- TEL - Transporter Erector Launcher (Lanceur d'érection de transporteur)
- TF - Task Force
- TFOA - Things Falling Off Aircraft (Choses qui tombent de l'avion)
- TG6 - Task Group 6 (désignation de groupe pour NZ SAS - NZ Army)
- TOC - Tactical Operations Center (centre d'opérations tactiques)
- TIC - Troupes en contact
- TSgt - Technical Sergeant (USAF E-6) (sergent technique)
- TU - Tits Up (mort, inopérant), alias "Tango Uniform" (uniforme de tango)
- TARFU - Things Are Really Fucked Up, ou Totally And Royally Fucked Up (Les choses sont vraiment foutues, ou totalement et royalement foutues)
- TRADOC - Commandement de la formation et de la doctrine de l'armée américaine

## U
- UA - Absence non autorisée
- UA - Analyse d'urine
- UAS - Système aérien sans pilote
- UAV - Unmanned Aerial Vehicle (véhicule aérien sans pilote)
- UCP - Universal Camouflage Pattern (Armée américaine)
- UCAV - Unmanned Combat Air Vehicle (véhicule aérien de combat sans pilote)
- ULLS - Unit Level Logisitics System (armée américaine)
- UMA - Unit Mobilization Assistor (assistant de mobilisation d'unité)
- UN - United Nations (Nations unies)
- US - Unserviceable (inutilisable)
- USS - United States Ship (navire des États-Unis)
- USSS - United States Secret Service (service secret des États-Unis)
- USAF - Armée de l'air des États-Unis
- USAFA - Académie de l'armée de l'air des États-Unis à Colorado Springs, Colorado
- USAFE - Forces aériennes des États-Unis en Europe
- USAMRICD - United States Army Medical Research Institute of Chemical Defense (Institut de recherche médicale de l'armée américaine pour la défense chimique)
- USAMRIID - Institut de recherche médicale de l'armée des États-Unis sur les maladies infectieuses
- USAMRMC - United States Army Medical Research and Materiél Command (Commandement de la recherche médicale et matérielle de l'armée américaine)
- USAMRAA - United States Army Medical Research Acquisition Activity (Activité d'acquisition de la recherche médicale de l'armée américaine)
- USA PATRIOT Act - Uniting and Strengthening America by Providing Appropriate Tools Required to Intercept and Obstruct Terrorism Act (loi visant à unir et à renforcer l'Amérique en fournissant les outils appropriés nécessaires pour intercepter et entraver le terrorisme)
- USAREC - US Army REcruiting Command (commandement du recrutement de l'armée américaine)
- USAREUR - U.S. Army European Command (Commandement européen de l'armée américaine)
- USASOC - Commandement des opérations spéciales de l'armée américaine
- USFK - United States Forces Korea (Forces des États-Unis en Corée)
- USCG - United States Coast Guard (Garde côtière des États-Unis)
- USCGC - Garde-côte américain
- USMA - United States Military Academy (U.S. Army) à West Point, New York
- USMC - United States Marine Corps (Corps des Marines des États-Unis)
- USN - United States Navy (Marine des États-Unis)
- USNA - Académie navale des États-Unis (U.S. Navy) à Annapolis, Maryland
- USO - United Service Organizations (armée américaine)
- USR - Unit Status Report (rapport sur l'état de l'unité)
- UUV - Unmanned Underwater Vehicle (véhicule sous-marin sans pilote)
- UXB - Unexploded Bomb (bombe non explosée, britannique)
- UXO - Unexploded Ordnance (munitions non explosées)

## V
- VBIED - Vehicle-Borne Improvised Explosive Device (engin explosif improvisé transporté par un véhicule)
- VDM - Visual Distinguishing Mark (signe distinctif visuel)
- VFD - Volunteer Fire Department (service de pompiers volontaires)
- VFR - Volunteer Fire and Rescue (ou règles de vol à vue en aviation)
- VPOTUS - Vice-président des États-Unis

## W
- WIA - Blessé au combat
- WO1 - Adjudant 1
- WSA - Weapons Storage Area (zone de stockage des armes)
- WMD - Weapons of Mass Destruction (armes de destruction massive)
- WILCO - Will Comply (volonté de se conformer)
- WCS - Worst Case Scenario (scénario du pire)
- WORM - War operating ready material (matériel de guerre prêt à l'emploi)

## X
- XO - Responsable exécutif

## Y
- YGBSM - You Gotta Be Shitting Me (Vous devez vous moquer de moi)

## Voir également
- Argot militaire
- Liste des acronymes gouvernementaux et militaires
- Liste des acronymes et expressions de l'armée de l'air américaine
- Liste des acronymes et expressions du Corps des Marines des États-Unis
- Liste des acronymes de la marine américaine